# Diócesis de Tulcán
La diócesis de Tulcán (en latín: Dioecesis Tulcanensis) es una circunscripción eclesiástica de la Iglesia católica en Ecuador. Se trata de una diócesis latina, sufragánea de la arquidiócesis de Quito. Desde el 16 de mayo de 2023 su obispo es Carlos Washington Yépez Naranjo.

## Territorio y organización

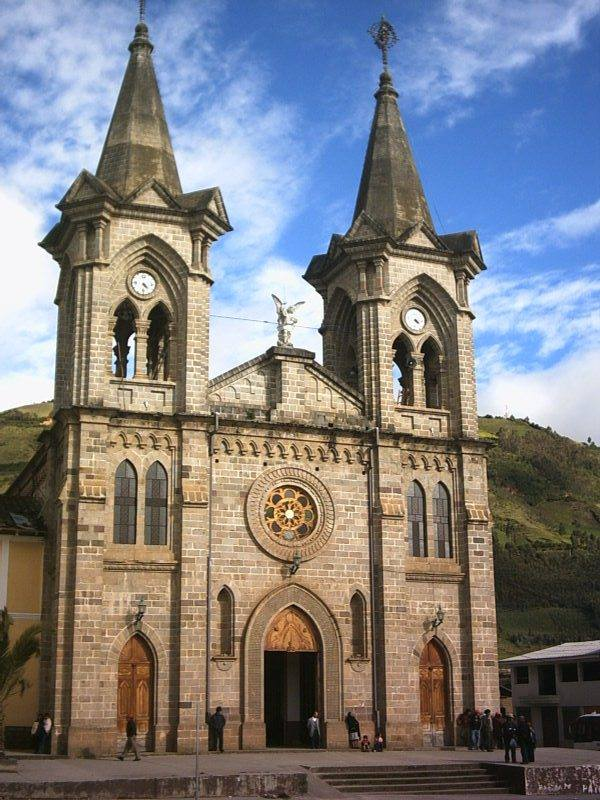
Iglesia en El Ángel

La diócesis tiene 3784 km² y extiende su jurisdicción sobre los fieles católicos de rito latino residentes en la provincia de Carchi.
La sede de la diócesis se encuentra en la ciudad de Tulcán, en donde se halla la Catedral de San Miguel Arcángel.
En 2022 en la diócesis existían 25 parroquias.

## Historia
La diócesis fue erigida el 17 de marzo de 1965 con la bula Praegrave Ecclesiae del papa Pablo VI, obteniendo el territorio de la diócesis de Ibarra.
El primer obispo de la diócesis fue Luis Clemente de la Vega Rodríguez, quien fue elegido el 17 de marzo de 1965 y consagrado el 26 de mayo de 1965.

## Estadísticas
Según el Anuario Pontificio 2018 la diócesis tenía a fines de 2017 un total de 166 885 fieles bautizados.
| Año                                                                             | Población            | Población | Población      | Sacerdotes | Sacerdotes    | Sacerdotes    | Bautizados por sacerdote | Diáconos permanentes | Religiosos | Religiosos | Parroquias |
| Año                                                                             | Bautizados católicos | Total     | % de católicos | Total      | Clero secular | Clero regular | Bautizados por sacerdote | Diáconos permanentes | Varones    | Mujeres    | Parroquias |
| ------------------------------------------------------------------------------- | -------------------- | --------- | -------------- | ---------- | ------------- | ------------- | ------------------------ | -------------------- | ---------- | ---------- | ---------- |
| 1966                                                                            | 100 030              | ?         | ?              | 31         | 24            | 7             | 3226                     |                      | 10         | 67         | 14         |
| 1970                                                                            | 114 700              | 115 000   | 99.7           | 30         | 25            | 5             | 3823                     |                      | 11         | 75         | 20         |
| 1976                                                                            | 125 000              | 127 000   | 98.4           | 27         | 23            | 4             | 4629                     |                      | 9          | 77         | 21         |
| 1977                                                                            | 126 000              | 130 000   | 96.9           | 29         | 26            | 3             | 4344                     | 1                    | 9          | 98         | 23         |
| 1990                                                                            | 155 700              | 158 000   | 98.5           | 23         | 20            | 3             | 6769                     |                      | 7          | 11         | 27         |
| 1999                                                                            | 162 357              | 167 379   | 97.0           | 35         | 34            | 1             | 4638                     |                      | 3          | 99         | 26         |
| 2000                                                                            | 165 674              | 169 056   | 98.0           | 31         | 29            | 2             | 5344                     |                      | 4          | 102        | 26         |
| 2001                                                                            | 167 028              | 170 784   | 97.8           | 36         | 34            | 2             | 4639                     |                      | 5          | 107        | 26         |
| 2002                                                                            | 169 250              | 174 680   | 96.9           | 34         | 31            | 3             | 4977                     |                      | 3          | 109        | 26         |
| 2003                                                                            | 171 682              | 177 240   | 96.9           | 34         | 31            | 3             | 5049                     |                      | 4          | 106        | 26         |
| 2004                                                                            | 167 850              | 173 221   | 96.9           | 32         | 29            | 3             | 5245                     |                      | 4          | 106        | 26         |
| 2010                                                                            | 176 000              | 184 000   | 95.7           | 39         | 36            | 3             | 4512                     |                      | 3          | 101        | 25         |
| 2014                                                                            | 187 000              | 196 000   | 95.4           | 34         | 31            | 3             | 5500                     |                      | 4          | 86         | 25         |
| 2017                                                                            | 166 885              | 177 062   | 94.3           | 39         | 36            | 3             | 4279                     |                      | 4          | 77         | 25         |
| 2020                                                                            | 150 543              | 186 869   | 80.6           | 45         | 39            | 6             | 3345                     |                      | 8          | 63         | 25         |
| 2022                                                                            | 154 880              | 192 250   | 80.6           | 46         | 40            | 6             | 3366                     |                      | 8          | 63         | 25         |
| Fuente: Catholic-Hierarchy, que a su vez toma los datos del Anuario Pontificio. |                      |           |                |            |               |               |                          |                      |            |            |            |

## Episcopologio
| Escudo | Nombre del titular                   | Período                                   | Fin del cargo (razón)      |
| ------ | ------------------------------------ | ----------------------------------------- | -------------------------- |
|        | Luis Clemente de la Vega Rodríguez † | 17 de marzo de 1965-4 de mayo de 1987     | Falleció                   |
|        | Germán Trajano Pavón Puente          | 28 de enero de 1989-19 de abril de 2001   | Nombrado obispo de Ambato  |
|        | Luis Antonio Sánchez Armijos, S.D.B. | 15 de junio de 2002-22 de febrero de 2010 | Nombrado obispo de Machala |
|        | Fausto Feliciano Gaibor García †     | 3 de mayo de 2011-4 de junio de 2021      | Falleció                   |
|        | Luis Bernardino Núñez Villacís       | 5 de julio de 2021-6 de agosto de 2021    | Renunció (obispo electo)   |
|        | Carlos Yépez Naranjo                 | Desde el 16 de mayo de 2023               |                            |